# Castanopsis longipes
Castanopsis longipes är en bokväxtart som beskrevs av Aimée Antoinette Camus. Castanopsis longipes ingår i släktet Castanopsis och familjen bokväxter.
Artens utbredningsområde är Vietnam. Inga underarter finns listade.